# Pinacodera russata
Pinacodera russata är en skalbaggsart som beskrevs av Newman. Pinacodera russata ingår i släktet Pinacodera och familjen jordlöpare. Inga underarter finns listade i Catalogue of Life.